# Auto Union 1000
Der Auto Union 1000 ist ein Pkw der unteren Mittelklasse mit Dreizylinder-Zweitaktmotor und Frontantrieb. Er ist der Nachfolger des „Großen DKW 3=6“ (F 93/94) und der einzige Personenwagen der Auto Union GmbH mit dem Herstellernamen als Marke statt DKW. Im August 1963 folgte der DKW F 102 als letzter westdeutscher Serienwagen mit Zweitaktmotor.

## Modellgeschichte

### Auto Union 1000/1000 S
Der Auto Union 1000 entsprach weitgehend dem DKW 3=6 (F 93/F 94). Wesentliche Unterschiede waren der stärkere Motor mit mehr Hubraum (981 cm³) und äußerlich die vier Ringe im Kühlergrill sowie der Schriftzug „Auto Union“ anstelle des DKW-Markenzeichens auf der Motorhaube. Er war als vier- und zweitürige Limousine sowie als viersitziges Coupé ohne B-Säule im Angebot. Zum Modelljahr 1960 (ab August 1959) bekamen die zweitürige Limousine und das viersitzige Coupé Auto Union 1000 S eine Panorama-Frontscheibe. Die Panorama-Heckscheibe bestand bei allen Coupé-Modellen aus drei Teilen. 1961 wurde der Kühlergrill mit Senkrechtzierstäben neu gestaltet. Der als Universal bezeichnete Kombi wurde von 1959 bis 1963 produziert.
Die Fahrzeuge hatten einen Kastenprofilrahmen und eine Ganzstahlkarosserie. Vorn waren die Räder einzeln an unteren Querlenkern und einer oben liegenden Querblattfeder aufgehängt. Hinten war die von den Vorgängern bekannte Schwebeachse eingebaut. Auf Wunsch waren die Fahrzeuge auch mit der vollautomatischen Fliehkraftkupplung „Saxomat“ erhältlich.
Zwischen Januar 1958 und Juli 1963 produzierte die Auto Union im Werk Düsseldorf-Derendorf 171.008 Limousinen und Coupés der Typen Auto Union 1000 und 1000 S. Ab August 1959 kam eine Kombi-Version unter dem Namen „Universal“ hinzu, die bis November 1962 16.421 Mal verkauft wurde. Höhepunkt der Baureihe war der Auto Union 1000 S Coupé de Luxe mit Scheibenbremsen. Insgesamt waren 1962 aber nur noch 18.085 Auto Union 1000 gefertigt worden.
Im Modelljahr 1961/62 führte die Auto Union die Zweitakt-Getrenntschmierung mittels der gemeinsam mit Bosch entwickelten „Frischöl-Automatik“ ein. Das System mit separatem Ölbehälter nebst Ölpumpe sollte das Tanken von Benzin ohne Ölzusatz ermöglichen, weil Tankstellen mit Zweitaktgemisch im Angebot seltener wurden. Hatte man im Jahr 1956 bereits das Mischungsverhältnis von 1:25 auf 1:40 herabgesetzt, konnte der Motor nun in Volllast mit 1:60 und im Leerlauf mit 1:400 betrieben werden. Laut Werbung sollte das neue System vor allem eine längere Lebensdauer des Motors garantieren, die in der Praxis aber nicht erzielt wurde. Im extrem kalten Winter 1962/63 traten ungewöhnlich viele Kurbelwellenschäden auf, weil das bei niedrigen Temperaturen zähflüssige Öl nicht ausreichend durch die dünne Leitung in den Vergaser transportiert wurde.
Nachdem Mitte 1963 die Produktion in Deutschland ausgelaufen war, wurde der Auto Union 1000 S von Veículos e Máquinas Agrícolas in São Paulo (Brasilien) mit geringen Retuschen und in Santa Fe (Argentinien) ohne Veränderungen noch bis 1967 hergestellt.
Um 1963 entwarf der damals in Berlin ansässige Peter Maier-Asboe (1938–1986) ein viersitziges Coupé mit Kunststoffkarosserie auf Basis des AU 1000 S als Alternative zum Werkscoupé AU 1000 Sp. Unklar ist, ob es 1964 eine Klein(st)serie gab oder das Fahrzeug ein Einzelstück blieb.

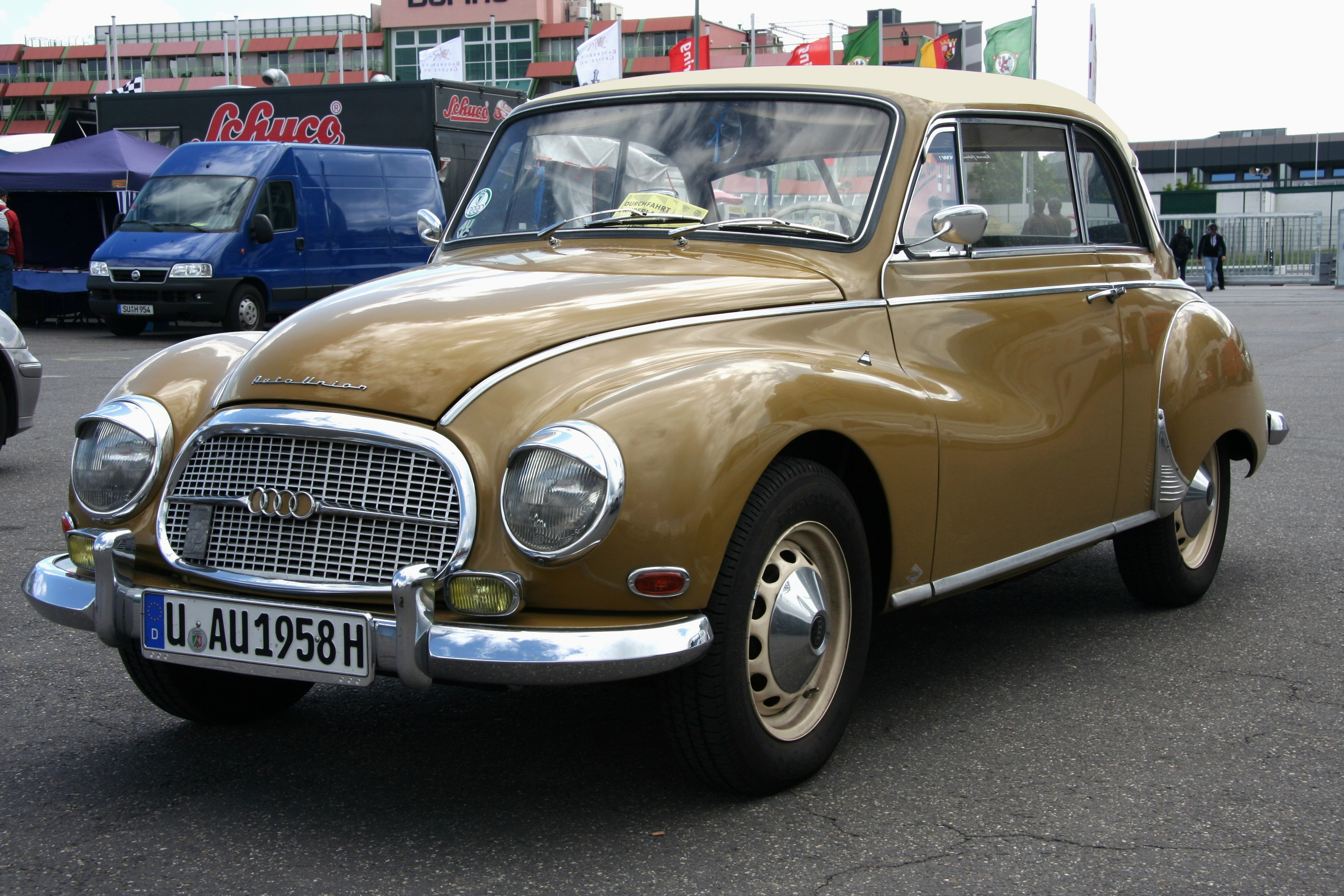
1958er Auto Union 1000
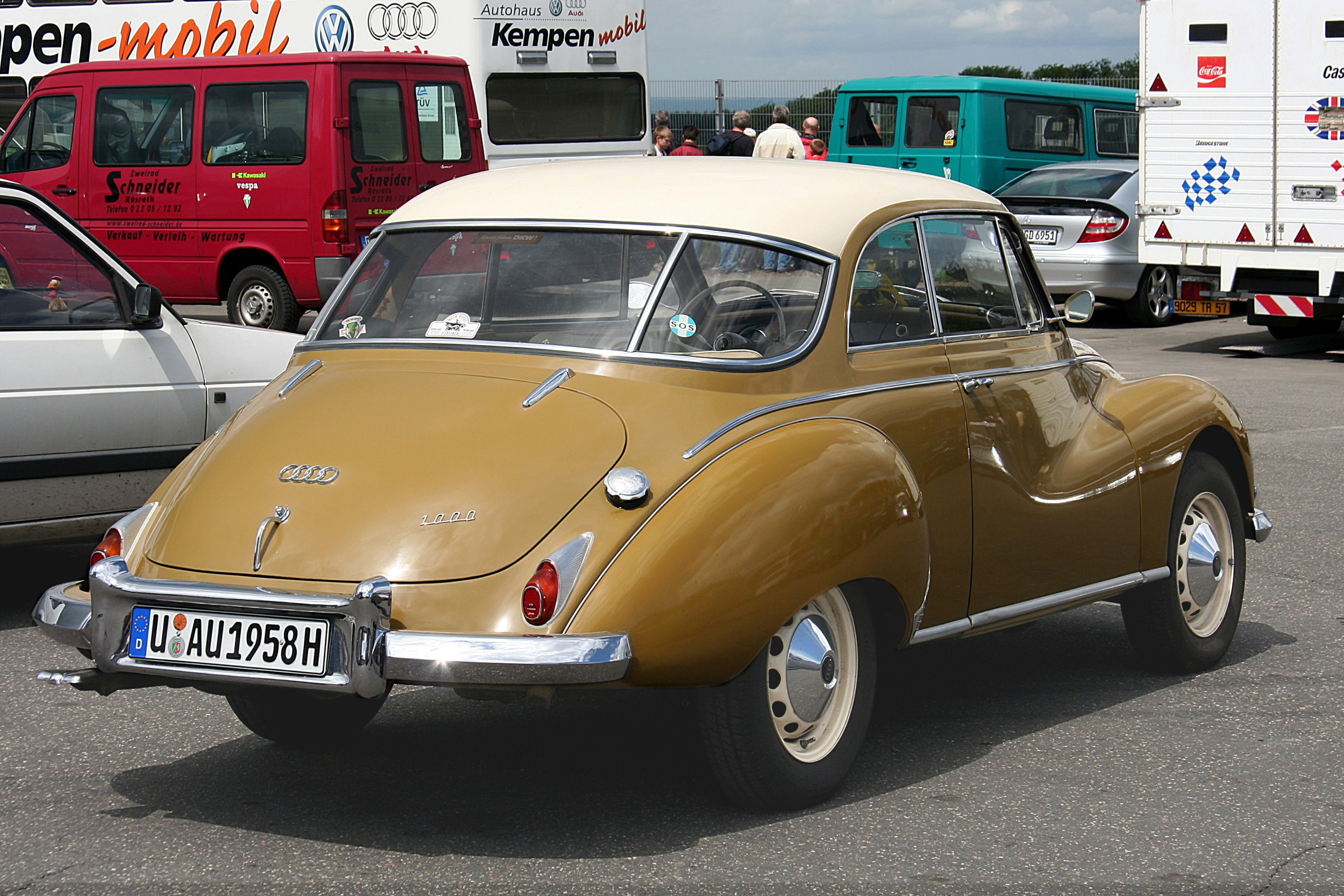
Heck des 1958er Auto Union 1000
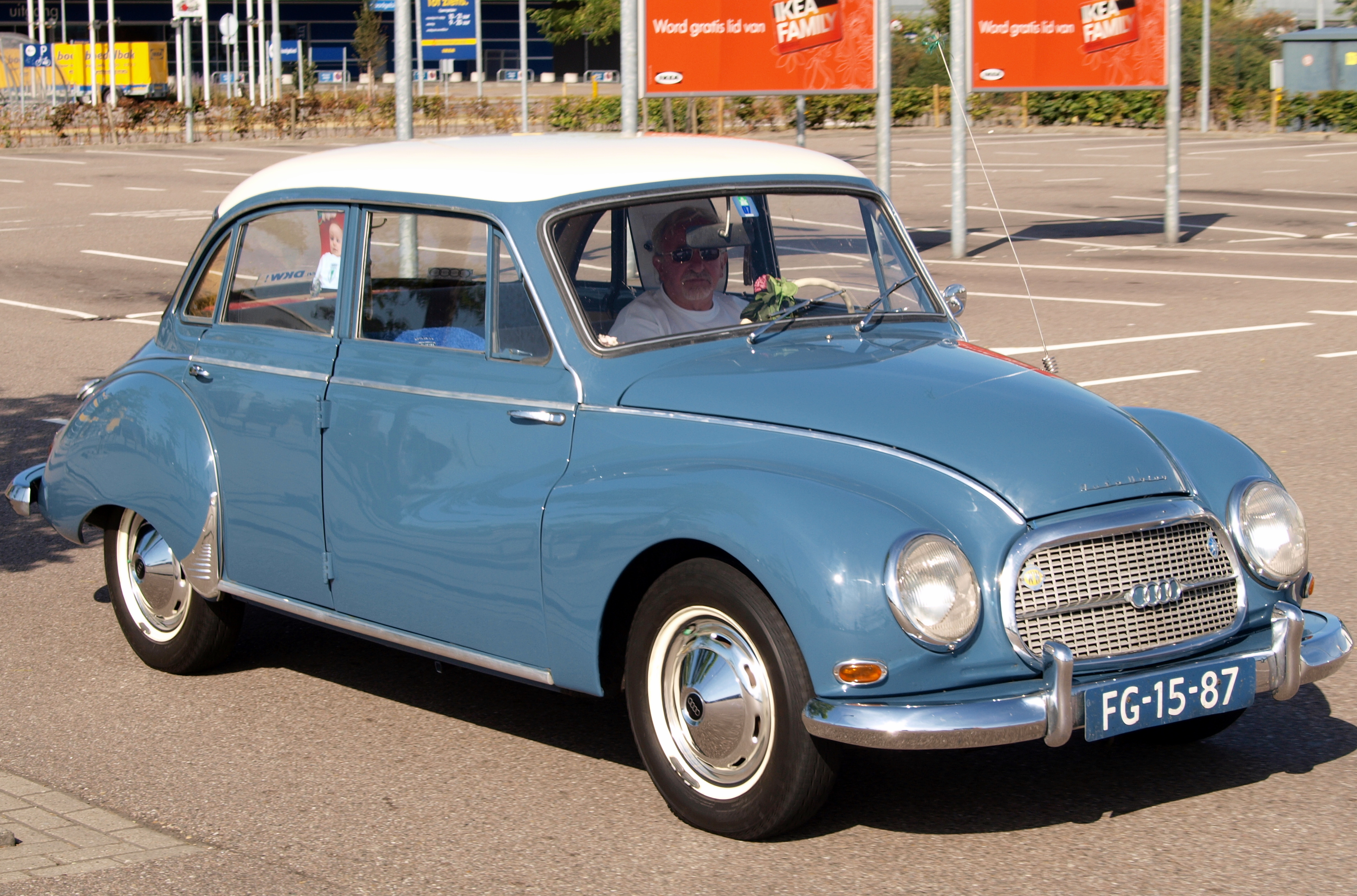
Auto Union 1000 4-türig
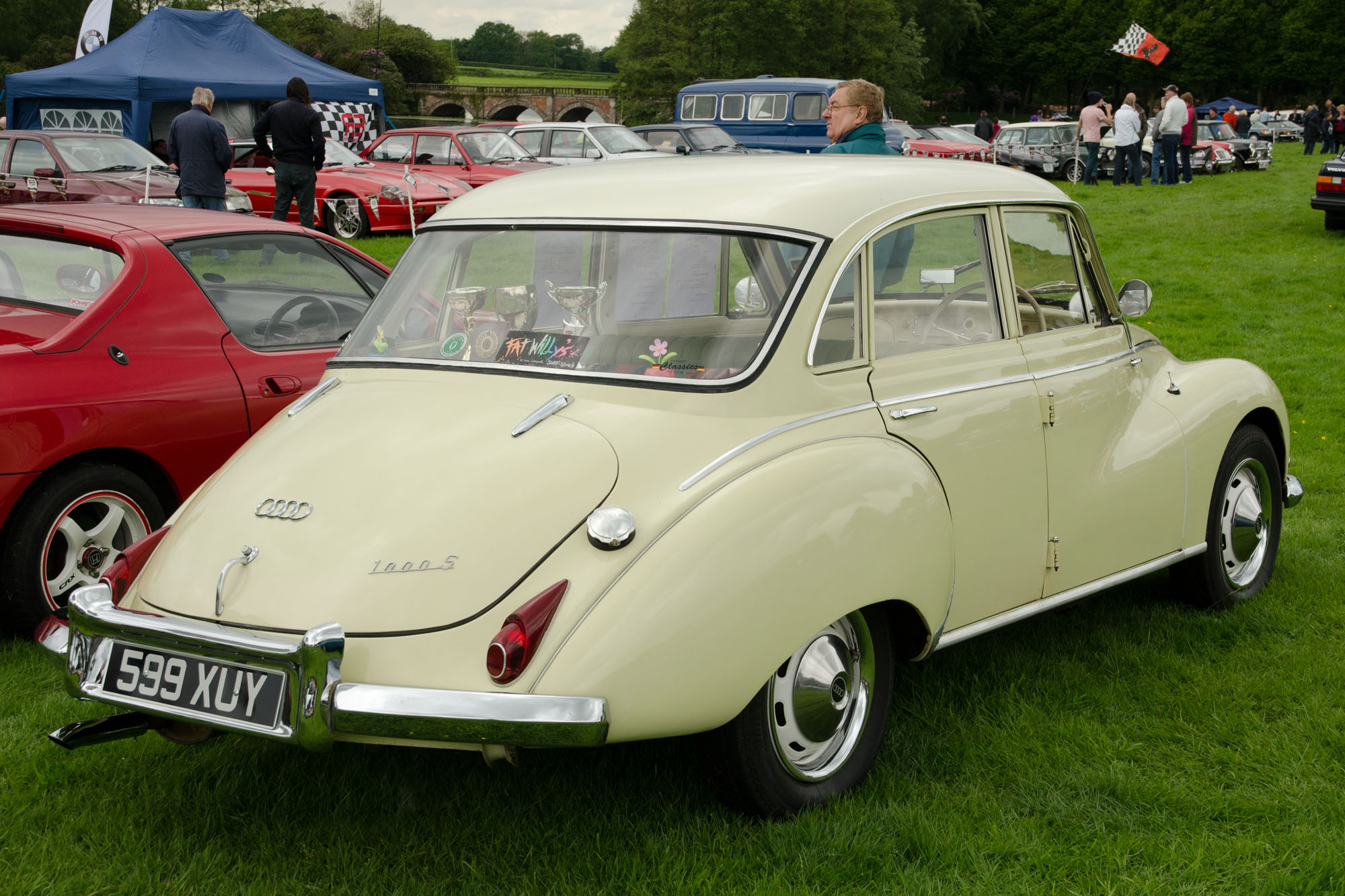
Auto Union 1000 4-türig
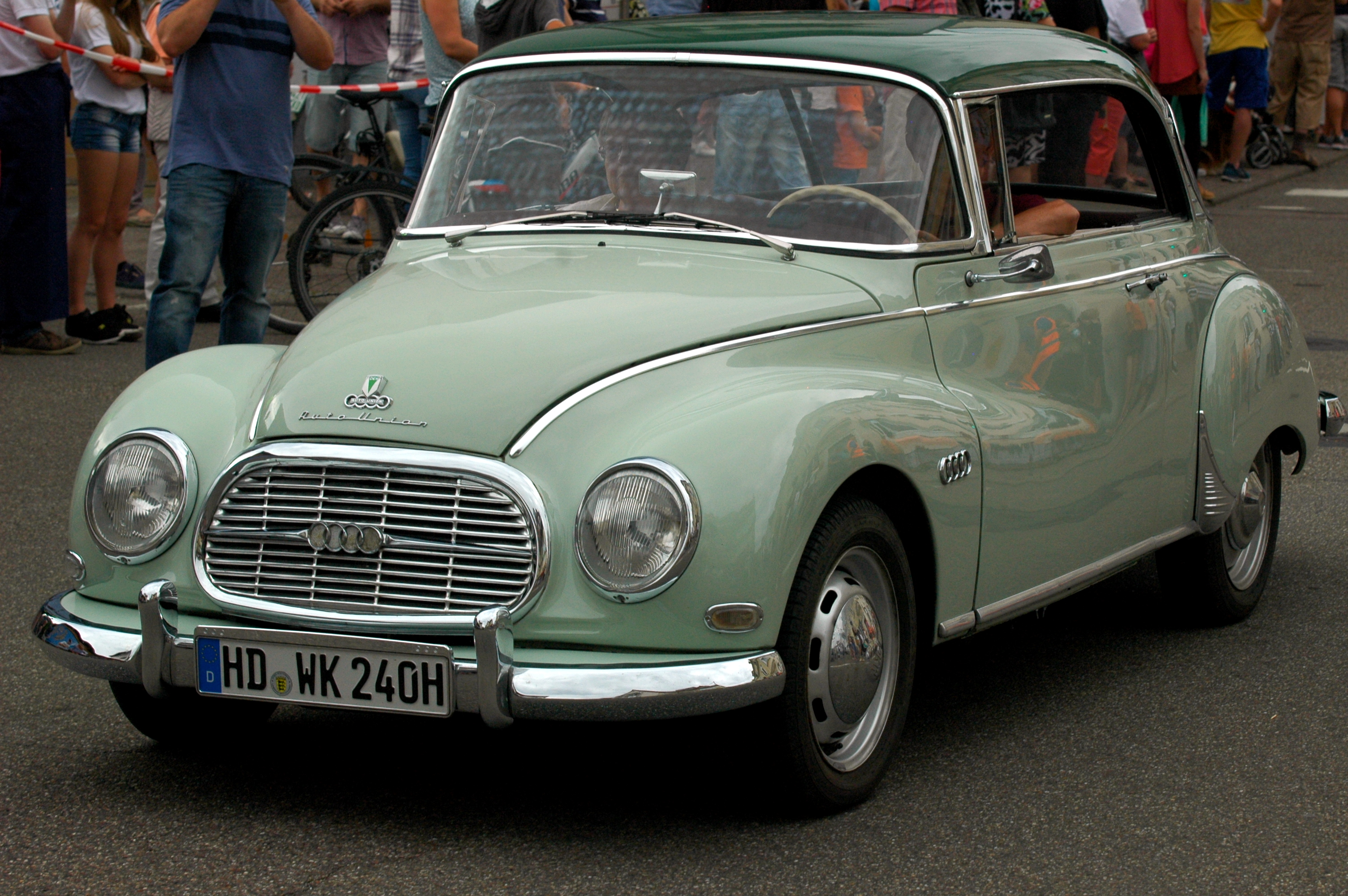
Auto Union 1000 S Coupé mit Panoramascheibe
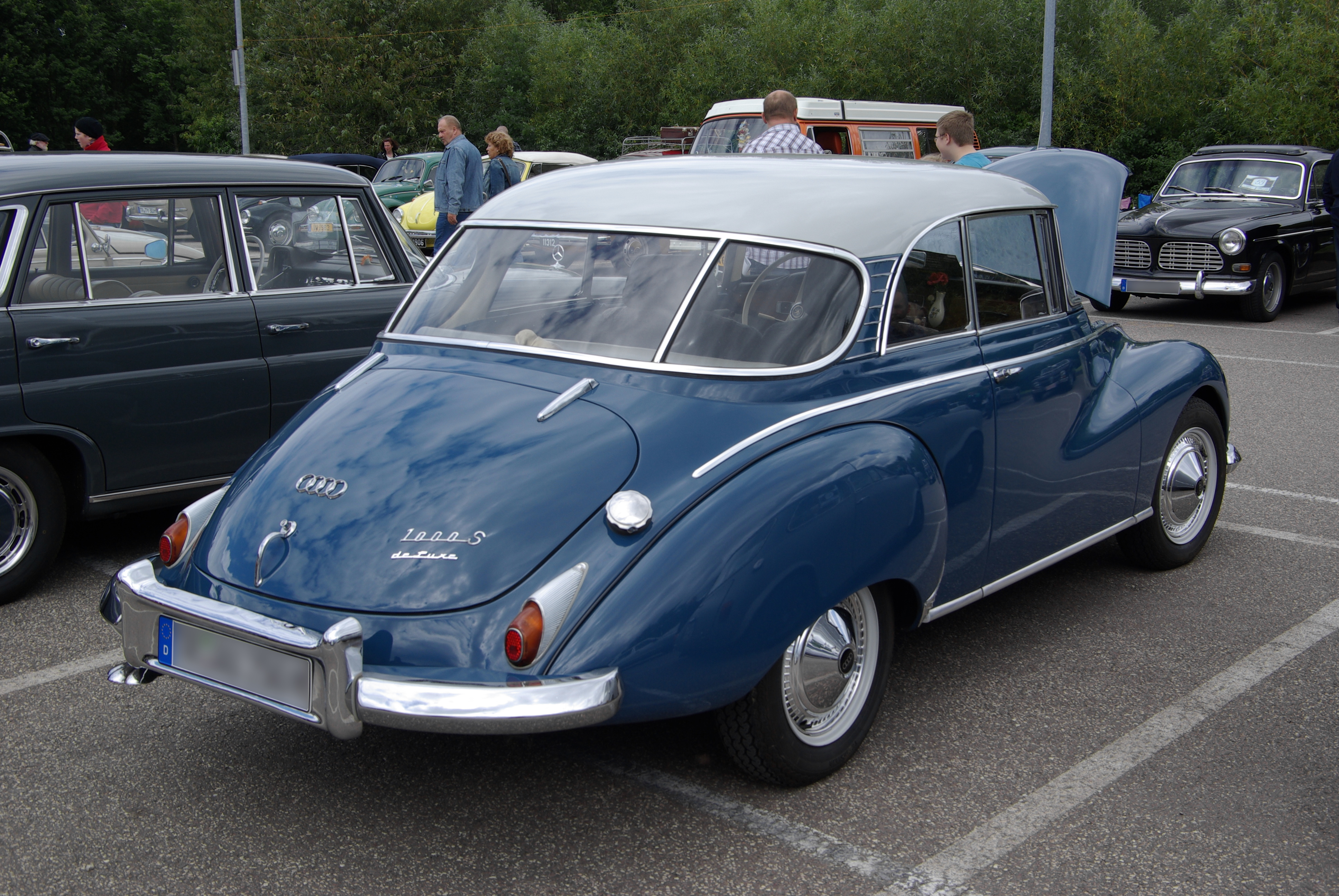
Auto Union 1000 S Coupé mit Panoramascheibe
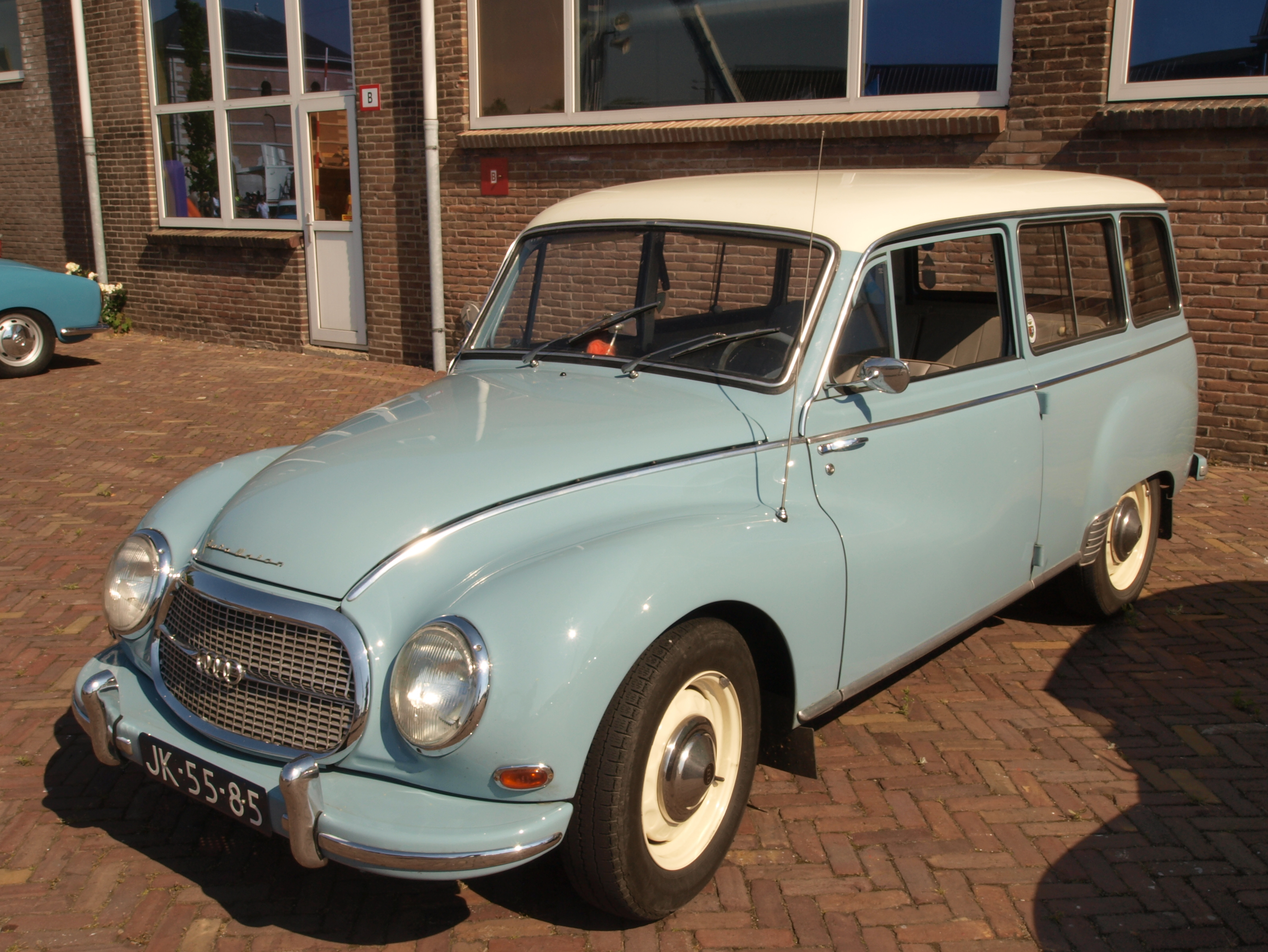
Auto Union 1000 Universal
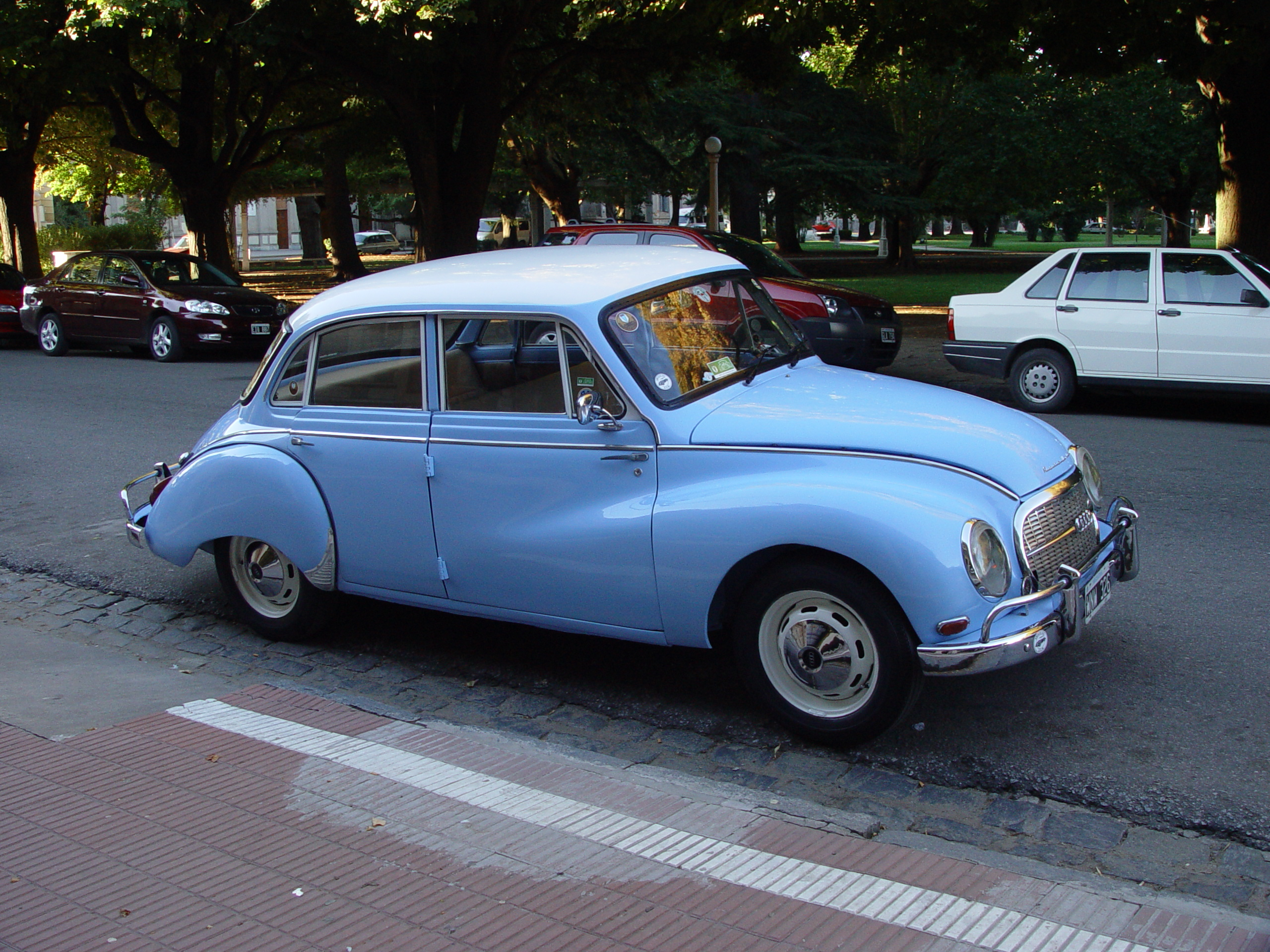
Viertüriger Auto Union 1000 in Argentinien

### Auto Union 1000 Sp
Der Auto Union 1000 Sp (Sp für Spezial und nicht wie vielfach angenommen wird, für das Wort „Sport“) war ein zweisitziges Sportcoupé beziehungsweise ein zweisitziger Roadster. 
Vorgestellt wurde der 1000 Sp zur IAA 1957 und von 1958 bis 1965 bei Baur in Stuttgart gefertigt. Er erreichte eine Stückzahl von 5004 Coupés. Von September 1961 bis April 1965 fertigte man zudem 1640 offene Roadster.
Gegenüber dem Auto Union 1000 S war die Motorleistung hauptsächlich durch höhere Verdichtung (8:1) auf 41 kW (55 PS) gesteigert worden, aber auch durch geringfügige Unterschiede im Motorblock und eine unterschiedliche Vergaseranlage. Das brachte den „Schmalspur-Thunderbird“, wie der 1000 Sp in der Presse gelegentlich genannt wurde, auf eine Höchstgeschwindigkeit, die mit 140 km/h das schwächer motorisierte 1000-S-Coupé geringfügig übertraf.
Ab den Modellen 62 erhielten sowohl das Coupé als auch der Roadster abgerundete Heckflossen. In weiterer Folge (ab Fahrgestellnummer 4360/März 1962) kamen auch Scheibenbremsen an der Vorderachse und die Frischöl-Automatik. Wie die übrigen Modelle erhielt auch der AU 1000 Sp Blechverstärkungen für das evtl. Anbringen von Sicherheitsgurten. Mit Einsatz der Frischölautomatik wurde der 32/36-NDIX-Doppelvergaser durch den Solex-Fallstromvergaser 40 CIB ersetzt.
Coupé und Roadster kosteten bei Markteinführung 11.950 Mark, später wurde der Preis auf 10.950 Mark gesenkt und zuletzt, Anfang 1965, auf 9.400 Mark. Der Preis in Österreich lag 1963 bei 95.500 Schilling.

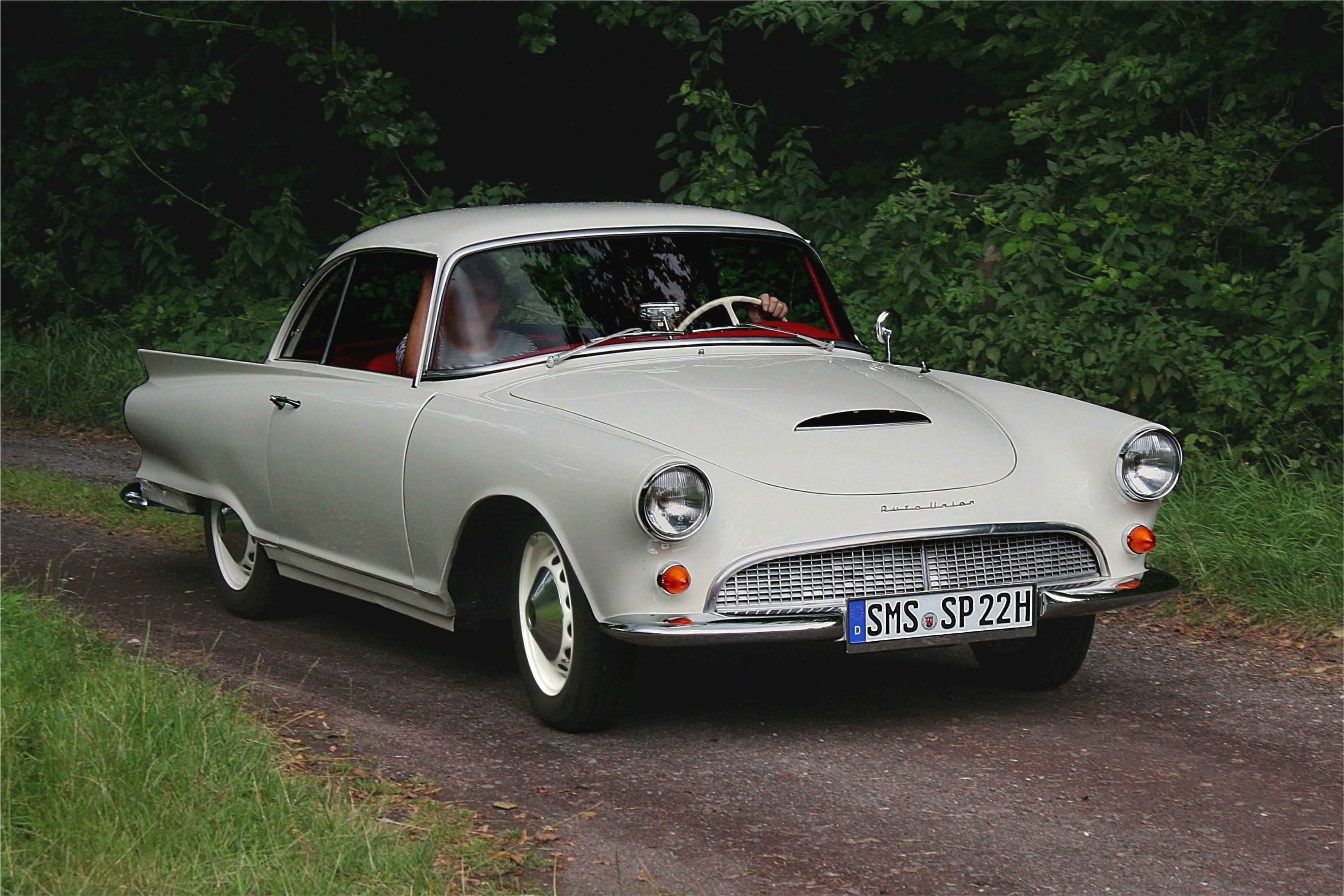
AU 1000 Sp Coupé
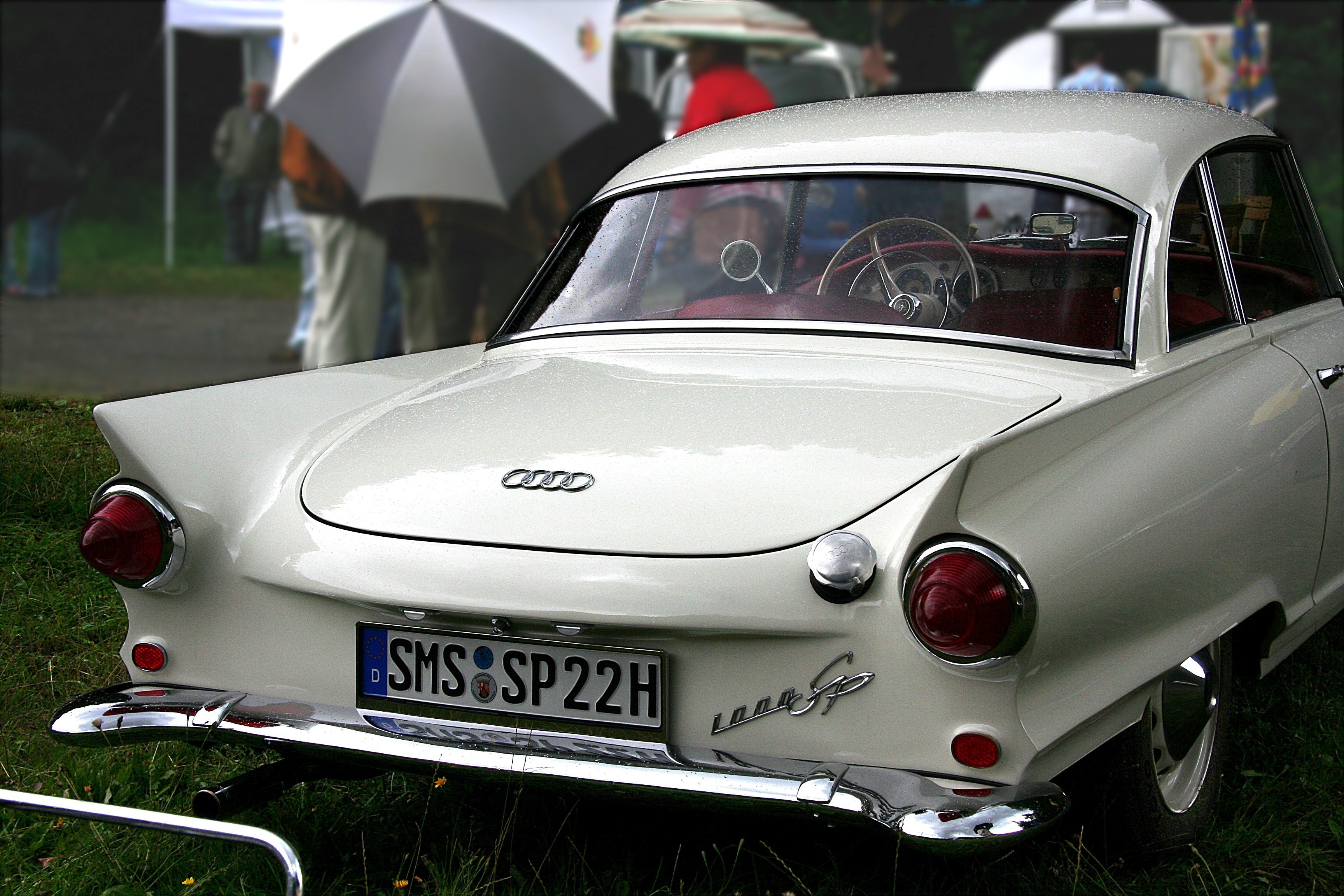
Heck des AU 1000 Sp
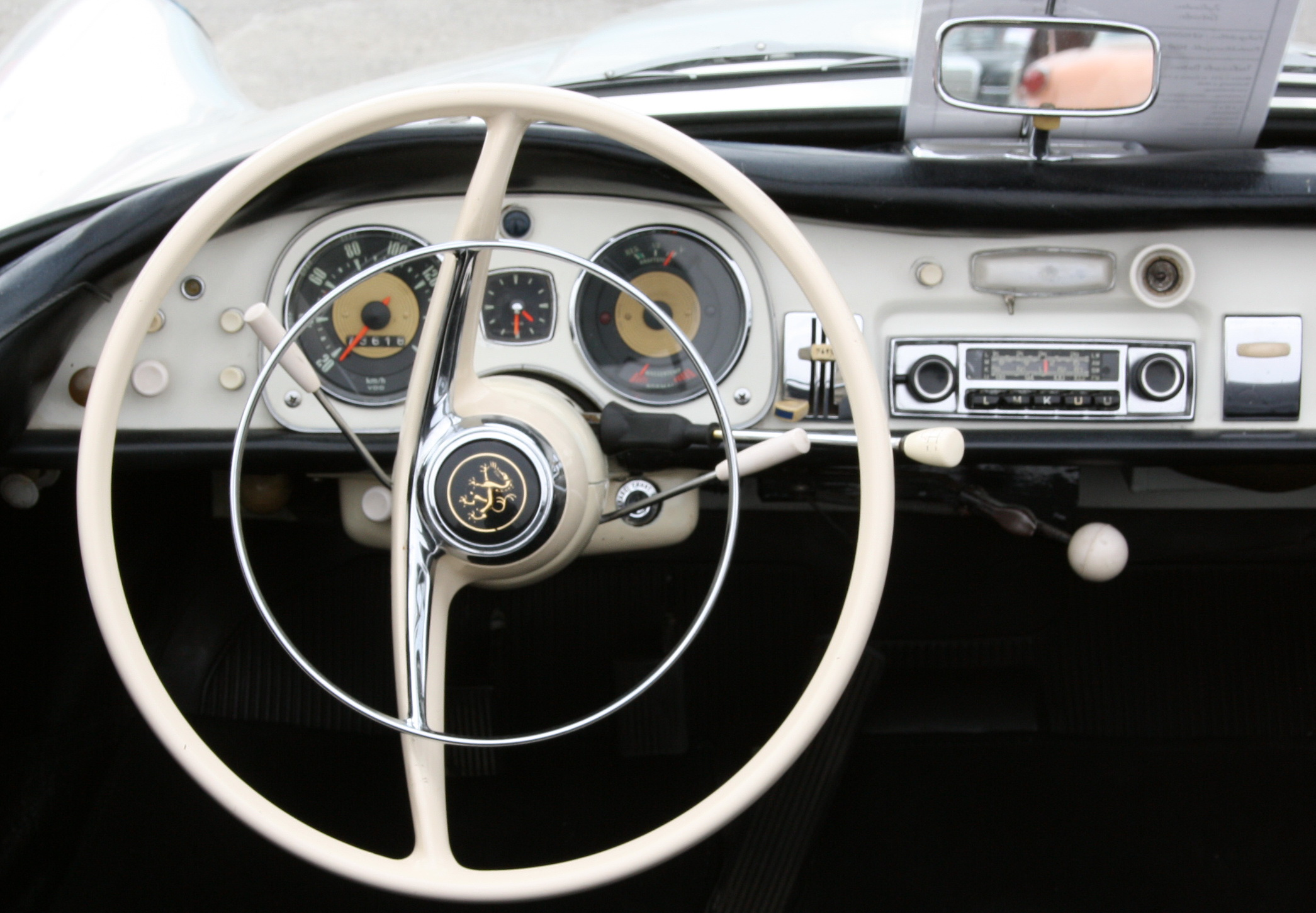
AU 1000 Sp Bj. 1963 Armaturen
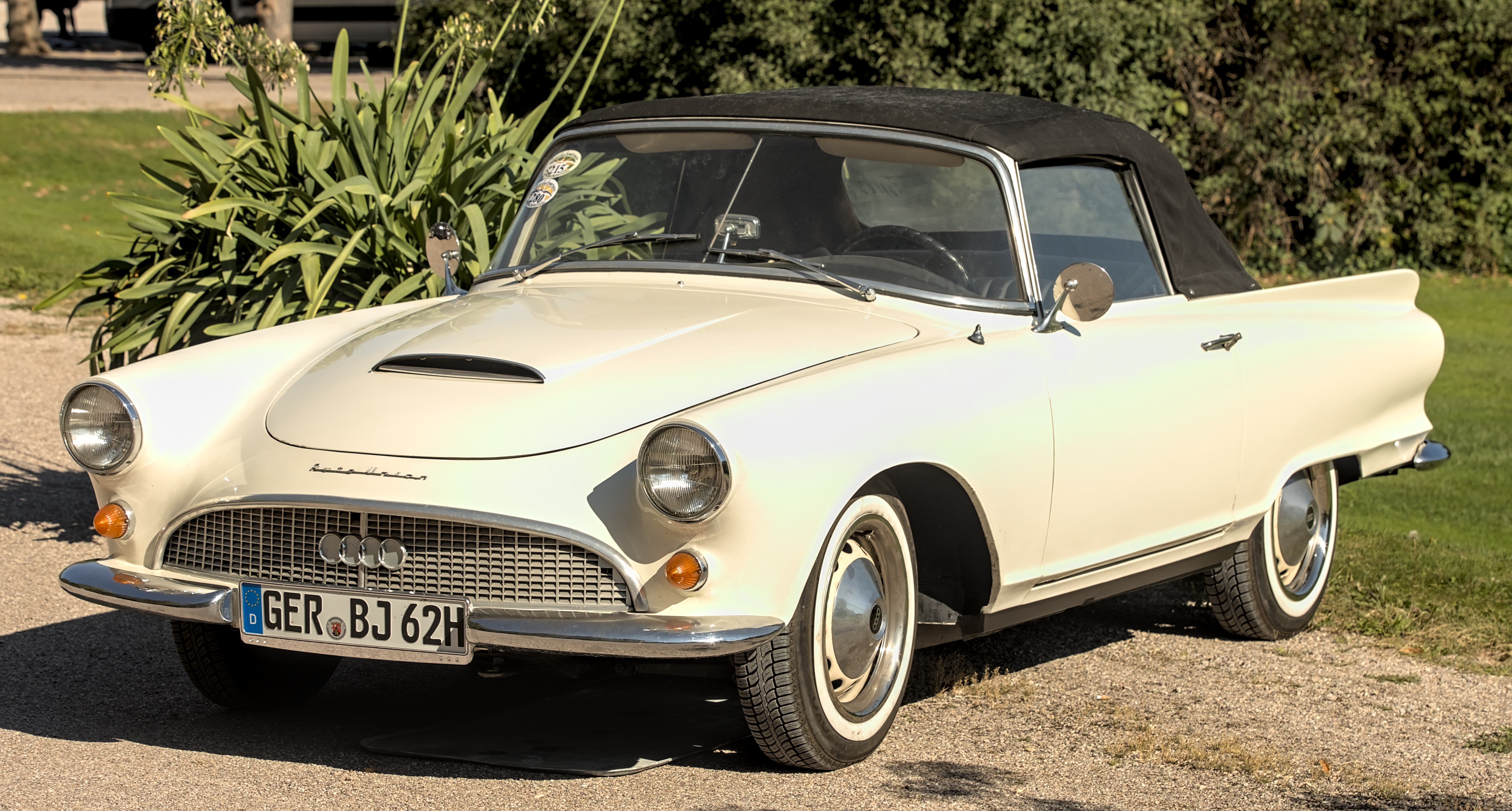
Auto Union 1000 Sp Bj. 1963
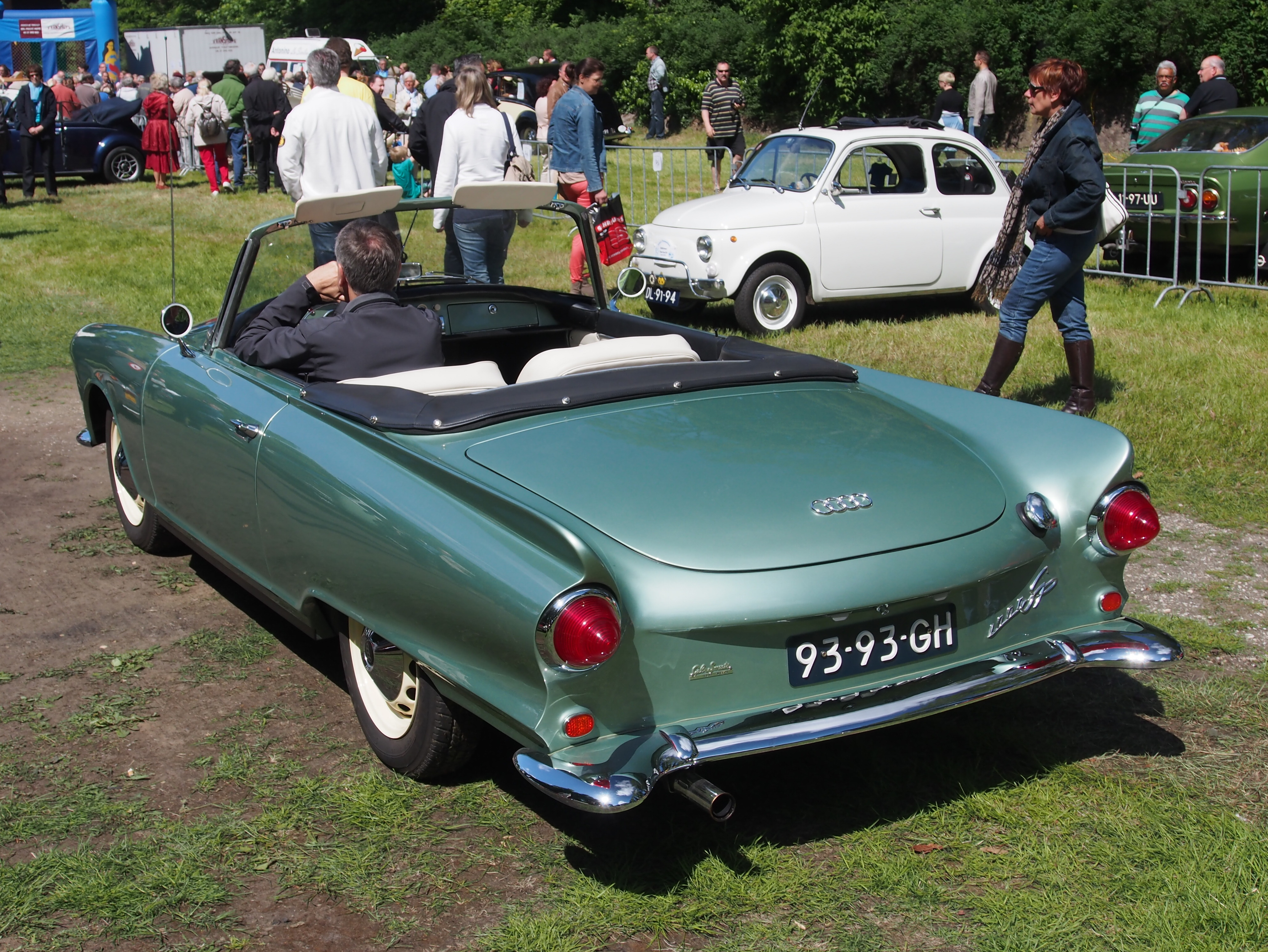
Heck des AU 1000 Sp
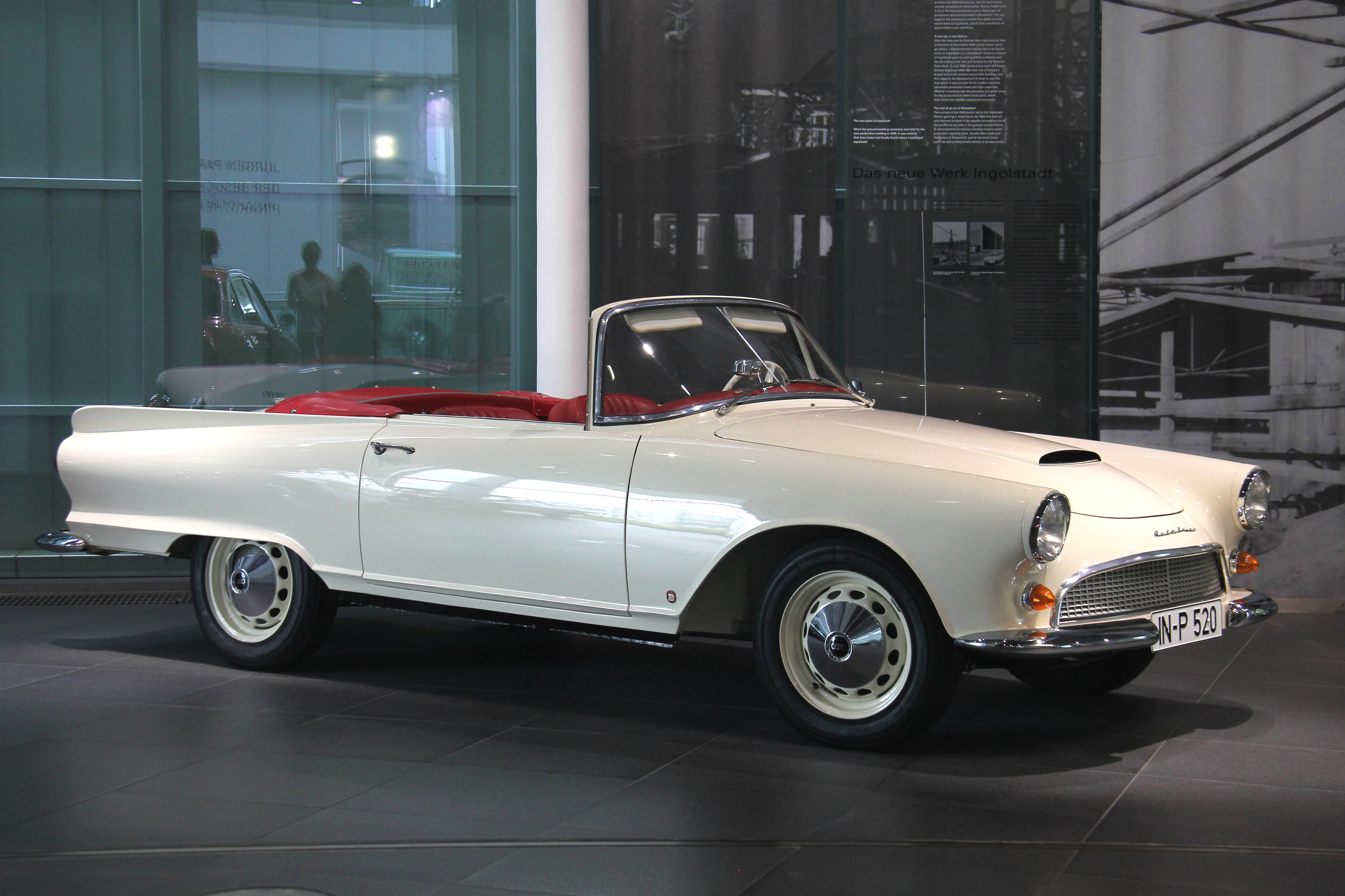
Auto Union 1000 Sp Roadster

## Technische Daten
| Typ                   | AU 1000 Coupé                                                                            | AU 1000 Viertürer                                                                        | AU 1000 Sp                                                                               | AU 1000 Universal                                                                        | AU 1000 S Coupé                                                                          | AU 1000 S Viertürer                                                                      |
| --------------------- | ---------------------------------------------------------------------------------------- | ---------------------------------------------------------------------------------------- | ---------------------------------------------------------------------------------------- | ---------------------------------------------------------------------------------------- | ---------------------------------------------------------------------------------------- | ---------------------------------------------------------------------------------------- |
| Bauzeitraum           | 1957–1960                                                                                | 1957–1960                                                                                | 1958–1965                                                                                | 1959–1963                                                                                | 1959–1963                                                                                | 1961–1963                                                                                |
| Aufbauten             | L2, Cp2                                                                                  | L4                                                                                       | Cp2, Cb2                                                                                 | K3                                                                                       | L2, Cp2                                                                                  | L4                                                                                       |
| Motor                 | Zweitakt-Ottomotor, 3 Zylinder in Reihe,                                                 | Zweitakt-Ottomotor, 3 Zylinder in Reihe,                                                 | Zweitakt-Ottomotor, 3 Zylinder in Reihe,                                                 | Zweitakt-Ottomotor, 3 Zylinder in Reihe,                                                 | Zweitakt-Ottomotor, 3 Zylinder in Reihe,                                                 | Zweitakt-Ottomotor, 3 Zylinder in Reihe,                                                 |
| Bohrung × Hub         | 74 mm × 76 mm                                                                            | 74 mm × 76 mm                                                                            | 74 mm × 76 mm                                                                            | 74 mm × 76 mm                                                                            | 74 mm × 76 mm                                                                            | 74 mm × 76 mm                                                                            |
| Hubraum               | 981 cm³                                                                                  | 981 cm³                                                                                  | 981 cm³                                                                                  | 981 cm³                                                                                  | 981 cm³                                                                                  | 981 cm³                                                                                  |
| Nennleistung          | 44 PS (32,4 kW) bei 4500/min                                                             | 44 PS (32,4 kW) bei 4500/min                                                             | 55 PS (40,5 kW) bei 4500/min                                                             | 44 PS (32,4 kW) bei 4500/min                                                             | 50 PS (36,8 kW) bei 4500/min                                                             | 50 PS (36,8 kW) bei 4500/min                                                             |
| max. Drehmoment       | 78,5 Nm bei 3000/min                                                                     | 78,5 Nm bei 3000/min                                                                     | 88,3 Nm bei 3500/min                                                                     | 78,5 Nm 3000/min                                                                         | 78,5 Nm 3000/min                                                                         | 78,5 Nm 3000/min                                                                         |
| Verdichtung           | 7,25 : 1                                                                                 | 7,25 : 1                                                                                 | 8,2 : 1                                                                                  | 7,25 : 1                                                                                 | 7,25 : 1                                                                                 | 7,25 : 1                                                                                 |
| Verbrauch             | 10 l/100 km                                                                              | 10,5 l/100 km                                                                            | 10,5 l/100 km                                                                            | 10,5 l/100 km                                                                            | 10 l/100 km                                                                              | 10,5 l/100 km                                                                            |
| Getriebe              | 4-Gang mit Freilauf und Lenkradschaltung / bis Modelle 1960 1. Gang nicht synchronisiert | 4-Gang mit Freilauf und Lenkradschaltung / bis Modelle 1960 1. Gang nicht synchronisiert | 4-Gang mit Freilauf und Lenkradschaltung / bis Modelle 1960 1. Gang nicht synchronisiert | 4-Gang mit Freilauf und Lenkradschaltung / bis Modelle 1960 1. Gang nicht synchronisiert | 4-Gang mit Freilauf und Lenkradschaltung / bis Modelle 1960 1. Gang nicht synchronisiert | 4-Gang mit Freilauf und Lenkradschaltung / bis Modelle 1960 1. Gang nicht synchronisiert |
| Höchstgeschwindigkeit | 130 km/h                                                                                 | 120 km/h                                                                                 | 140 km/h                                                                                 | 120 km/h                                                                                 | 135 km/h                                                                                 | 125 km/h                                                                                 |
| Leergewicht           | 930 kg                                                                                   | 970 kg                                                                                   | 960 kg                                                                                   | 950 kg                                                                                   | 930 kg                                                                                   | 970 kg                                                                                   |
| zul. Gesamtgewicht    | 1305 kg                                                                                  | 1350 kg                                                                                  | 1200 kg                                                                                  | 1455 kg                                                                                  | 1305 kg                                                                                  | 1350 kg                                                                                  |
| Bordnetz              | 6 Volt                                                                                   | 6 Volt                                                                                   | 6 Volt                                                                                   | 6 Volt                                                                                   | 6 Volt                                                                                   | 6 Volt                                                                                   |
| Länge                 | 4225 mm                                                                                  | 4325 mm                                                                                  | 4170 mm                                                                                  | 4210 mm                                                                                  | 4225 mm                                                                                  | 4325 mm                                                                                  |
| Breite                | 1695 mm                                                                                  | 1695 mm                                                                                  | 1680 mm                                                                                  | 1640 mm                                                                                  | 1695 mm                                                                                  | 1695 mm                                                                                  |
| Höhe                  | 1465 mm                                                                                  | 1490 mm                                                                                  | 1325 mm                                                                                  | 1565 mm                                                                                  | 1465 mm                                                                                  | 1490 mm                                                                                  |
| Radstand              | 2350 mm                                                                                  | 2450 mm                                                                                  | 2350 mm                                                                                  | 2450 mm                                                                                  | 2350 mm                                                                                  | 2450 mm                                                                                  |
| Spur vorne / hinten   | 1290 mm / 1350 mm                                                                        | 1290 mm / 1350 mm                                                                        | 1290 mm / 1350 mm                                                                        | 1290 mm / 1350 mm                                                                        | 1290 mm / 1350 mm                                                                        | 1290 mm / 1350 mm                                                                        |
| Wendekreis            | 11,7 m                                                                                   | 12 m                                                                                     | 11,5 m                                                                                   | 12 m                                                                                     | 11,7 m                                                                                   | 12 m                                                                                     |
| Reifengröße           | 5,60–15″                                                                                 | 5,60–15″                                                                                 | 155 SR 15                                                                                | 6,00–15″                                                                                 | 5,60–15″                                                                                 | 5,60–15″                                                                                 |

Auf Wunsch war eine elektro-pneumatische Kupplung (Saxomat) erhältlich.
- L2 = 2-türige Limousine
- L4 = 4-türige Limousine
- Cp2 = 2-türiges Coupé
- Cb2 = 2-türiges Cabriolet
- K3 = 3-türiger Kombi